# EEE探偵社
EEE探偵社（トリプルイーたんていしゃ）は静岡放送で放送していたテレビアニメ。中部電力一社提供。制作はワンズワン。

## 概要
2020年1月5日から放送開始。2023年9月24日まで毎週日曜日午前11時24分に放送。同じく中部電力のエリア内にあるCBCテレビでも2024年4月1日まで毎週日曜日午後4時54分に遅れて放送されていた。
とある街の探偵社で、エネルギーに関する疑問から探偵が調査して答える形式で展開していく。
声優は岩居由希子と神谷明の二人で全てのキャラクターを演じている。

## キャラクター
- 兎川エス（岩居由希子）
探偵社の所長。モデルはウサギ。人間年齢は40歳。
受けた調査依頼を探偵に調査させる。長い耳をヘアバンドとして使っており、何か閃くと解けて立つ。
- 犬飼エコ蔵（神谷明）
ベテラン探偵。モデルは犬。人間年齢は50歳。
嗅覚を活用した地道な調査を得意としている。
- 阿比留エミリ（岩居由希子）
新人探偵。モデルはアヒル。人間年齢は20歳。
背中に背負った電動エンジンで上空を飛行し、行動力を活用した調査を得意としている、
- 小鹿エマーソン（神谷明）
探偵見習い。モデルはシカ。人間年齢は12歳。
好奇心旺盛で名探偵を目指して勉強中。分からないことをすぐに調べられるよう、本を持ち歩いている。
- プラス（岩居由希子）
探偵社で飼われているペット。人間年齢は135歳。
雲にニワトリとウナギを組みわせたような謎の生物。上空飛行や発電ができるらしい。

## イラストレーター
- Pmats9